# Rövidítés
Rövidítésnek (latinul abbreviatura, abbreviatio) nevezzük közszavak és tulajdonnevek rövidített formáit, melyek szinte kizárólag írott formában élnek, azaz amelyeket kiejtve teljes alakjukban használunk. Például u. (utca), km (kilométer), É (észak), Ft (forint), dec. (december), l. (lásd). – A rövidített formák másik nagy csoportja a mozaikszavak, amelyek rövid alakja beszédben is létezik és közkeletű.

## Története

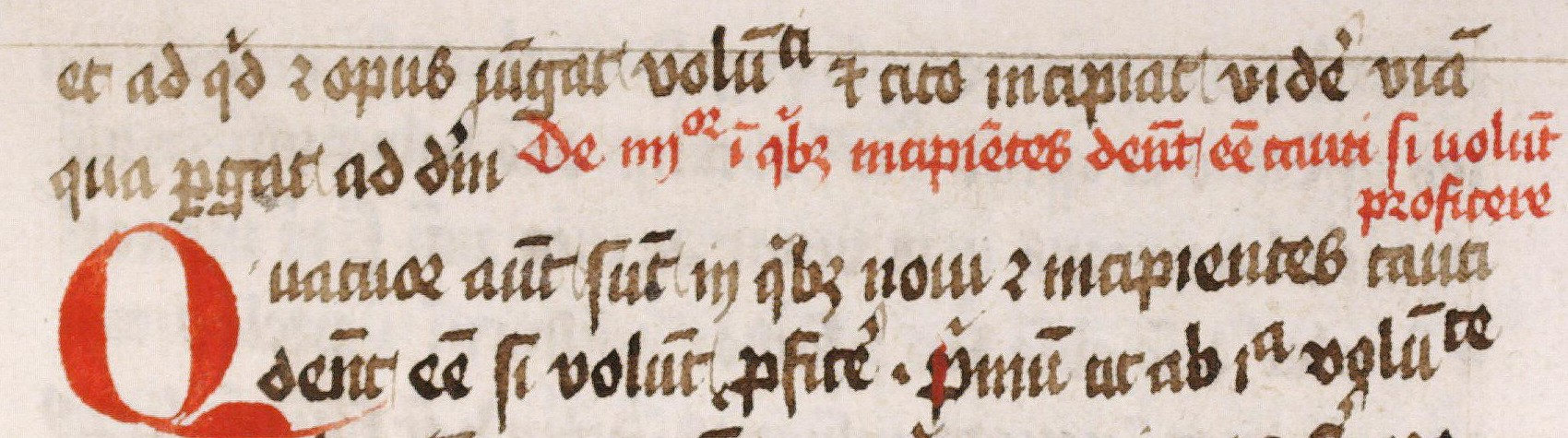
15. századi latin nyelvű kézirat abbreviatúrákkal

A középkori latin kéziratok, kódexek szövegében elsősorban a lassú kézírás gyorsítása és a drága pergamennel való takarékoskodás érdekében kialakult az a gyakorlat, amely során főleg a gyakran előforduló betűcsoportokat – például a prepozíciókat (elöljárószókat), szókezdeteket, ragokat – rövidítették. Az abbreviaturák a középkori kéziratokat utánzó ősnyomtatványok szövegében is elterjedtek, de még a 16. században, és elvétve a későbbi nemzeti nyelvű kiadványokban is előfordultak, ilyen például az etc (et cetera – és a többi).

## Leggyakoribb rövidítések
A rövidítések kis vagy nagy kezdőbetűjét általában a rövidítésben is megtartjuk, például kb. (körülbelül), Mo. (Magyarország).
- Kivételek például a mértékegységek (A: amper), a pénznemek (Ft: forint), az égtájak (D: dél), a vegyjelek (H: hidrogén); továbbá: Ui.: utóirat, Dr. vagy dr.: doktor, M: millió, Mrd: milliárd, P. H.: pecsét helye, NB.: nota bene, Btk.: büntető törvénykönyv.
- A szabványos rövidítések alakja csupa nagybetűs szövegben sem változik, például KEDVEZMÉNYES ÁRON 2000 Ft, ALAPTERÜLET 100 m².

A rövidítések többsége után pontot teszünk.
- Kivételek: pénznemek (Ft: forint), égtájak (Ny: nyugat), országjelzések és országnévkódok (H: Magyarország, NL: Hollandia), vegyjelek (Fe: vas), fizikai mennyiségek (v: sebesség), mértékegységek (kg: kilogramm), matematikai jelölések (lg: logaritmus). Egyedi kivétel: db: darab.
- Nincs pont az olyan rövidítések után sem, amelyek vége teljes szó: uő: ugyanő, uaz: ugyanaz.

A rövidítés általában ugyanannyi tagú, mint a rövidített kifejezés. Például a. m.: annyi mint, B. ú. é. k.: Boldog új évet kíván.
- Kivételek: stb.: s a többi, tvr.: törvényerejű rendelet, Btk.: büntető törvénykönyv, vö.: vesd össze!

Az a/az határozott névelő alakját mindig a kiejtett alakjuk szerint illesztjük a rövidítésekhez, például a f. k. (a felelős kiadó). Az őket követő ragot, illetve utótagot kötőjellel kapcsoljuk, s a ragot hangrendileg a kiejtett alakhoz igazítjuk. Például: Ft-ban (forintban), ÉK-en (északkeleten) (mozaikszós rövidítés esetén viszont az utolsó kiejtett betűhöz, pl. MSZP-ben.) – Ha a rövidítés pontra végződik, az akkor is megmarad, ha a rövidítéshez kötőjellel utótagot fűzünk: fszla.-kivonat.